# Есиповское сельское поселение
Есиповское сельское поселение — муниципальное образование в Терновском районе Воронежской области. Население — 1787 жителей (на 1 июня 2011 года).
Административный центр сельского поселения — посёлок Есипово, находится в 10 км от Терновки.

## Географическое положение
Территория сельского поселения площадью 8844 га, граничит с Терновским и Русановским сельскими поселениями района, а также с Тамбовской областью. Протекает река Шинкость (приток Савалы).

## История
Есиповский сельсовет образован 9 марта 1964 года. Законом Воронежской области № 63-03 от 15 октября 2004 года Есиповский сельсовет был наделён статусом сельского поселения.

## Административное деление
В состав поселения входят:
1. деревня Дмитриевка
2. посёлок Есипово
3. деревня Орловка
4. деревня Чубровка